# A Dark Truth
Pour plus de détails, voir Fiche technique et Distribution.
A Dark Truth (aussi The Truth, littéralement Une sombre vérité) est un thriller américo-canadien d'action écrit et réalisé par Damian Lee, produit par Gary Howsam et Bill Marks et sorti en 2012.
Le film a été présenté au festival du film de Boston 2012 et est sorti en salles aux États-Unis le 4 janvier 2013.

## Synopsis
Un massacre de civils vient d'éclater dans un pays d'Amérique du Sud. Une compagnie canadienne d'eau serait impliquée dans cet événement. Alors que le patron de l'entreprise cherche à camoufler ses propres responsabilités, sa sœur tente au contraire de révéler les faits au grand jour. Pour y arriver, elle embauche un ancien agent de la CIA en quête de rédemption pour retrouver des survivants en Équateur qui sont prêts à parler. Au cours de cette périlleuse mission, il devra affronter des ennemis qui sont à la fois étrangers et domestiques.

## Fiche technique
- Dates de sortie :
  -  États-Unis : 19 septembre 2012	(Festival du film de Boston)
  -  France : 20 mars 2013 (en DVD)

## Distribution
- Andy García (VF : Bernard Gabay) : Jack Begosian
- Kim Coates (VF : Gabriel Le Doze) : Bruce Swinton
- Deborah Kara Unger (VF : Déborah Perret) : Morgan Swinton
- Kevin Durand : Torrance Mashinter
- Lara Daans (VF : Anne Rondeleux) : Karen Begosian
- Devon Bostick : Renaldo
- Steven Bauer : Tony Green
- Al Sapienza : Doug Calder
- Julio Oscar Mechoso
- Eva Longoria (VF : Odile Schmitt) : Mia Francis
- Forest Whitaker (VF : Emmanuel Jacomy) : Francisco Francis
- Lloyd Adams : Ben
- Alfredo Álvarez Calderón : Général Aguila
- Josh Bainbridge : Mattie
- Danielle Baker : le deuxième reporter
- Sarah Bryant : l'adjoint de Robert Johnson
- Elias Caamaño Perez : Capitaine Perez
- Clint Carleton : le premier méchant
- Rod Carley : Cop
- Colby Chartrand : le cinquième méchant
- Eugene Clark : Clive Bell
- Jorge Contreras : Neck Slit Villager
- Peter DaCunha : Jason Begosian
- Drew Davis : Jesus Francis
- Millie Davis : Saber Francis
- Jose Dimayuga : Taz
- Solly Duran : Plantain Girl
- Lucky Onyekachi Ejim : Mobata
- David Ferry : CIA Lawyer
- Joel Harris : le troisième méchant
- Roberto Jaramillo : Capitaine (2e unité)
- Arcadia Kendal : Brooke Swinton
- Claudette Lali : la maman de Renaldo (voix par Allegra Fulton)
- Damian Lee : Robert Johnson
- Zion Lee : Greg
- Steve Lucescu : le sixième méchant
- Debra Mark : Female Newscaster
- Daniel Matmor : le sénateur
- Layton Morrison : Tracy (comme Leah Philpott)
- Daryl Patchett : Tom Delmonte
- Leah N.H. Philpott : Beating Man
- Simon Reynolds : Chaz
- Dionis Rufino : Caller
- John Stoneham Jr. : Caller
- Angela Asher : Caller
- Joe Drago : Caller
- Daniel Kash : Caller
- Derek Moran : Caller
- G. Scott Paterson : Caller
- Max Topplin : Caller
- Jonathan Watton : Reporter (voix)
- Heidi von Palleske : le premier reporter
- Feliné Quezada Figueroa : Pueblerina
- Joe Bostick
- Chris Farquhar